# 斯坦利·里德
斯坦利·里德（1908年—1978年）是一位英国艺术家，在利物浦艺术学校学习。他是一位油画家，主要画肖像画，曾经接过曼彻斯特和利物浦市长的一些作画委托。他的作品被收藏在国家肖像馆、沃克美術館、阿博特霍尔艺术馆、曼彻斯特犹太博物馆、威廉姆森艺术博物馆和维多利亚画廊博物馆。